# 時代おくれ
「時代おくれ」（じだいおくれ）は、河島英五の楽曲のシングル。発売元はCBS・ソニー。

## 解説
本作は1年4ヶ月ぶりのシングルで、河島のCBS・ソニー移籍第1弾として制作され、同名のオリジナル・アルバムと同日に発売された。
表題曲である「時代おくれ」は白鶴酒造のコマーシャルソングに使用された楽曲で、酒場を舞台に、自身の生き様を静かに見つめ考える男性の心情を描いている。発売年である1986年は、のちにバブル景気などと呼ばれる空前の好景気の入口にあたり、流行を追った「トレンド」なる言葉が流行りつつあった時代のさなか、「時代おくれの男になりたい」とあえて綴られた歌詞が特徴のひとつとして挙げられる。作詞は阿久悠、作曲は森田公一によるもので、二人は1972年に発表された和田アキ子の「あの鐘を鳴らすのはあなた」も手がけている。森田が音楽ユニット「森田公一とトップギャランII」名義でセルフカバー（1991年11月21日発売：VIDL-10178）をリリースした。
「酒と泪と男と女」「野風増」と並び、河島の代表曲のひとつになっている。2001年の河島の急逝後に敢行されたイベントで山崎まさよしがカバーした（未CD化）。

## 日本有線大賞
オリコンでのチャート・アクションにおいては目立った記録を残していなかったが、1986年の『日本有線大賞』で「特別賞」を受賞した。

## 発売後の反応
1986年発売当時は前述の2種類の盤を合わせても4万枚程度の売上にとどまったが、リリースから5年経った1991年6月15日、NHK総合で放送された特別番組『阿久悠 歌は時代を語り続けた』にて河島による「時代おくれ」が披露された。
放送後、この曲に対するレコード会社への問合せの電話が1日に何本もかかるようになり、反響の多さにより同年9月21日に、「時代おくれ」初の8cmCDでの発売と（カップリング曲は同じく阿久による作詞「自分のことをどのくらい知ってますか」を収録）、河島が阿久から提供された楽曲のみを集めたコンピレーション・アルバム『時代おくれ 心の祭りの歌～阿久悠作品集～』も発売された。その効果もあり、1991年大晦日に放送された『第42回NHK紅白歌合戦』に、出場歌手として初出場。当日は第1部の白組トリで、ピアノの弾き語りで披露された。その紅白が放送された1991年はバブル景気の終焉と定義される年である。

## ドラマでの引用
2017年8月27日放送「24時間テレビ40「愛は地球を救う」ドラマスペシャル」『時代をつくった男 阿久悠物語』では物語終盤ヒット曲に恵まれなくなった上に、盟友の上村一夫（1986年1月11日死去、演：田中圭）に先立たれた阿久（演：亀梨和也）による「時代おくれ」の制作過程が描かれた。

## リリース形態
本楽曲は、1986年4月21日発売、カップリング曲に「黄金時代」を収録した第1盤（07SH-1761）、同年8月27日発売、カップリング曲に「人生」を収録した第2盤（07SH-1804）の2種類の7インチ・レコードならびにコンパクトカセットが存在する。これらのジャケット写真はトリミング違いで文字等デザインも細部が異なっている。
上記の2種類発売から5年後、1991年9月21日発売、カップリング曲に「自分のことをどのくらい知ってますか」、オリジナル・カラオケ2曲を収録した8cmCD規格の第3盤（SRDL-3363）についても記述する。

## 収録曲

### 第1盤（1986/04/21）
1. 時代おくれ
  - 作詞：阿久悠／作曲：森田公一／編曲：チト河内・福井峻
2. 黄金時代

### 第2盤（1986/08/27）
1. 時代おくれ
2. 人生
  - 日本語詞：なかにし礼／作詞・作曲：フレディ・アギラ／編曲：矢野立美

### 第3盤（1991/09/21）
1. 時代おくれ
2. 自分のことをどのくらい知ってますか
3. 時代おくれ（オリジナル・カラオケ）
4. 自分のことをどのくらい知ってますか（オリジナル・カラオケ）

## カバーした主な歌手
- 岩崎宏美 - 『Dear Friends VII 阿久悠トリビュート』に収録。
- 平みち - 『麗人REIJIN -Season 2』（2016年1月6日発売）に収録[3]。
- 玉置浩二
- 氷川きよし[注釈 3]
- 堀内孝雄
- 萩原健一
- 松野こうき
- 森田公一とトップギャランII
- 山崎まさよし
- 吉幾三
- 吉田類[4][5]
- 北香那 - 映画「桐島です」の歌手キーナが劇中で歌唱。

「時代おくれ」は、現在も多くのおやじ世代にカラオケで歌われており、志村けんも生前愛唱していたほか、松本人志、朝青龍や山本浩二、久保竜彦らも愛唱歌としている。